# Verbe en coréen
Les verbes coréens ne se conjuguent pas en fonction de la personne, mais du temps et du registre de langue et ils se placent en fin de phrase.

## La forme du dictionnaire
En général, les verbes dans les dictionnaires se terminent par 다 (da). Cependant cette forme n'est presque jamais utilisée directement dans une phrase.

## Le radical
Les différentes déclinaisons du verbe s'obtiennent en ajoutant une terminaison au radical du verbe.
Le radical s'obtient en enlevant le 다 (da) final des verbes.
Exemples :
- 하다 /hada/ (faire) devient 하 /ha/.
- 먹다 /meokda/ (manger) devient 먹 /meok/

## La négation
Il existe quatre formes de négation en coréen.
Deux sont obtenues en utilisant des prépositions :
- La négation en 못 /mot/ s’utilisera pour exprimer « ne pas pouvoir… » uniquement avec des verbes d'action.

- La négation en 안 /an/ s’utilisera pour exprimer « ne pas vouloir… » avec tout type de verbes.

Chacun se plaçant toujours devant le verbe.
Et deux autres sont obtenues en utilisant un auxiliaire :
- La négation en -지 못하다 /ji mothada/ équivalente  à 못, obtenue en rajoutant 지 /ji/ au radical et utilisant l'auxiliaire 못하다 /mothada/.

- La négation en -지 않다 /ji antha/ équivalente à 안, obtenue en rajoutant 지 au radical et utilisant l'auxiliaire 않다 /antha.

## Les niveaux de politesse
Les niveaux de politesse, ou registres de langue, sont une particularité du verbe en coréen : selon le cadre (formel ou informel) et la politesse envers l'interlocuteur, on n'utilisera pas les mêmes terminaisons verbales. Certains mots, particules, ou pronoms peuvent aussi changer. Les niveaux de politesse sont au nombre de sept, chacun ayant sa propre forme pour chaque inflexion verbale.
Ainsi, le verbe 먹다 /meokda/ (manger) devient 먹어 /meogeo/ au Haeche (style informel peu poli), 먹어요 /meogeoyo/ au Haeyoche (style informel poli), 먹는다 /mongneunda/ au Haerache (style formel peu poli) ou encore 먹습니다 /mokseumnida/ au Hasipsioche (style formel poli).
On peut aussi ajouter le morphème 시 /shi/ pour l'honorifique du sujet, c'est à un respect élevé envers lui (parents, grands-parents, professeurs...)
Ainsi 먹다 deviendra 먹으셔 /meogeusyeo/ au Haeche

## Les temps
Le coréen possède plusieurs temps, notamment, le passé, le passé lointain, le futur dans le passé, le futur… Chacun de ces temps peut être utilisé avec tous les registres de langue. Ils sont indiqués par des morphèmes, placés entre le radical et la terminaison.